# Јован Бакаловић
Јован Бакаловић био је српски сликар и иконописац из Сремских Карловаца.

## Биографија
Јован Бакаловић је рођен у другој половини 18. века у Сремским Карловцима. Похађао је Ликовну академију у Бечу. Једино његово сачувано дело је икона светог Јована Крститеља (1820).
Био је у средству са сликаром Георгијем Бакаловићем.